# Fanon
De fanon is een gestreept parament dat enkel de paus draagt tijdens een plechtige pontificale hoogmis. Het symboliseert de paus die als "schild van het geloof" de Kerk beschermt.
Dit kledingstuk lijkt een beetje op een mozetta of een amict en bestaat uit twee op elkaar gelegen cirkelvormige witte zijden doeken met een gat in het midden. De fanon is versierd met gouden strepen en aan de voorzijde bevindt zich een klein, in gouddraad geborduurd kruis. In tegenstelling tot het amict dat onder de kazuifel wordt gedragen, wordt de fanon over de kazuifel gedragen, onder het pallium.

## Ontwikkeling
De fanon ontstond uit een schouderkleed dat reeds in de 8e eeuw gedragen werd, en dat rond 1200 uitgroeide tot een aan de paus voorbehouden liturgisch parament. In de late middeleeuwen was de fanon vervaardigd van witte zijde, versierd met smalle strepen van goud en ook wel rood of soms een andere kleur. Tot in de 15e eeuw was de fanon vierkant van vorm, in de 16e eeuw kreeg het de ronde vorm die het tot aan het Tweede Vaticaans Concilie zou behouden.
Tijdens het pontificaat van paus Paulus VI (1963-1978) geraakte de fanon enige tijd in onbruik. Paus Johannes Paulus II heeft dit kledingstuk in 1984 slechts eenmaal gedragen tijdens een mis in de kerk van Santa Cecilia in Trastevere.
De fanon werd op 21 oktober 2012 door paus Benedictus XVI weer gedragen en verscheen daarna nog enkele malen, maar niet specifiek gekoppeld aan een liturgisch moment, nadat hij eerder ook al andere in onbruik geraakte pauselijke gewaden weer in ere hersteld had.
Paus Franciscus heeft de fanon nooit gedragen.

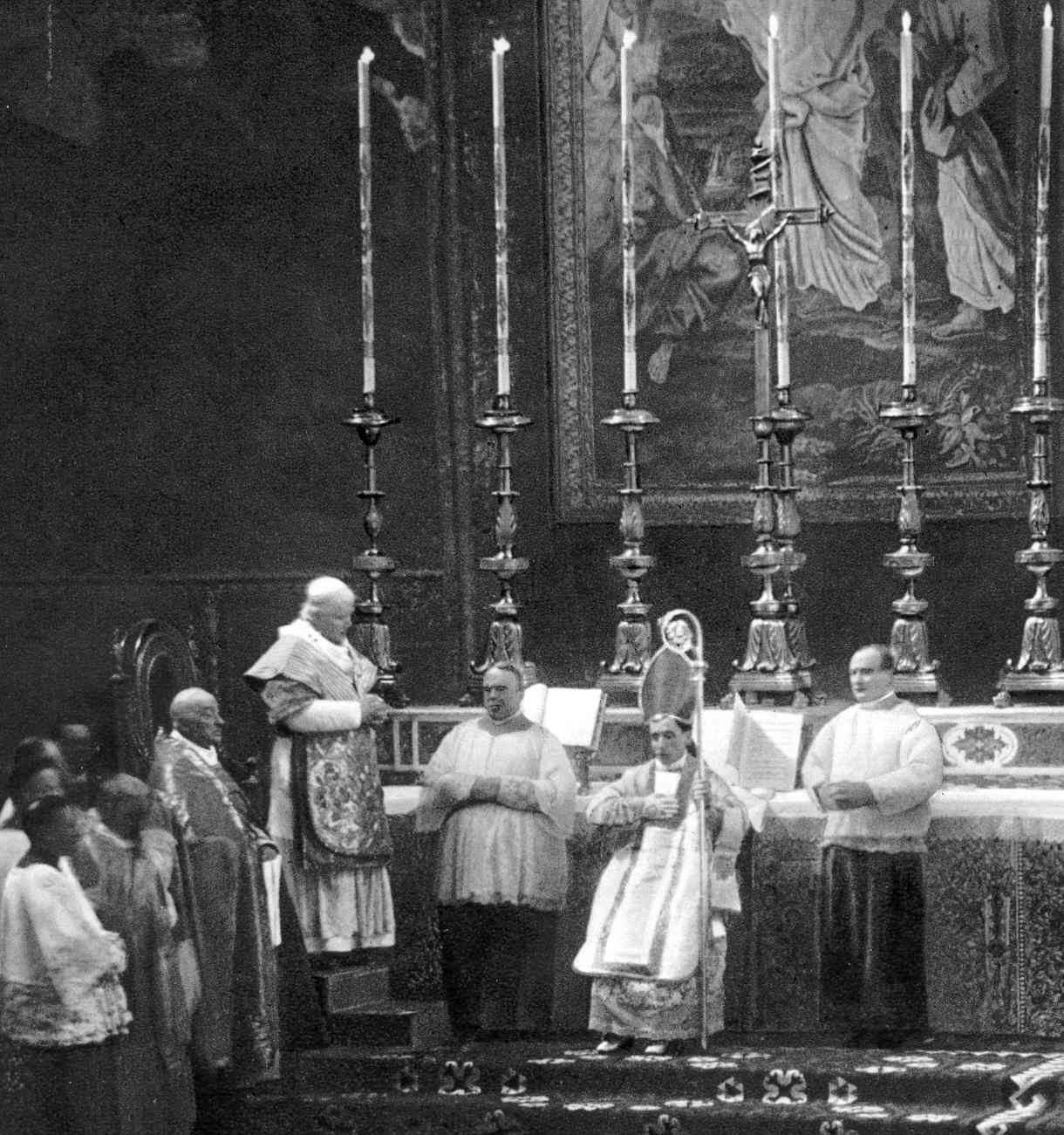
Paus Pius X (staande links) met de fanon
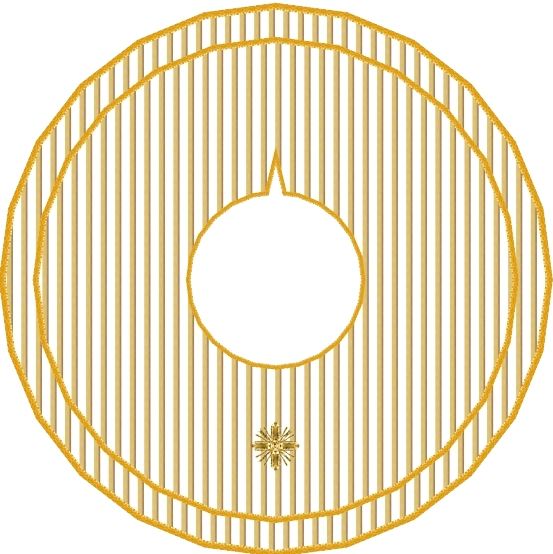
De pauselijke fanon in uitgevouwen vorm
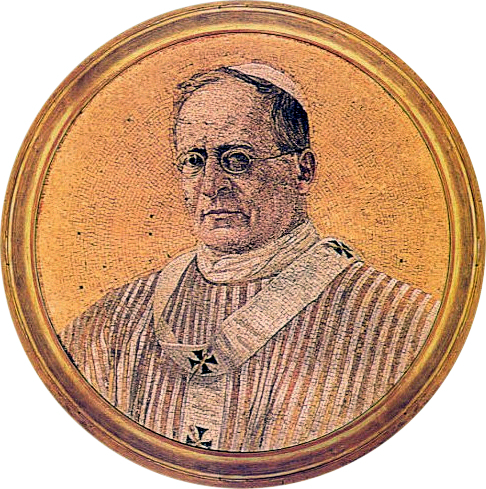
Paus Pius XI met de fanon